# Francesco Barozzi
Francesco Barozzi   (Càndia, 9 d'agost de 1537 - Venècia, 23 de novembre de 1604) va ser un matemàtic italià, del segle xvi.

## Vida
Francesco Barocci neix a Iràklio, a l'illa de Creta, fill de patricis venecians. Des del segle xiii, l'illa de Creta era el regne de Càndia, dominat pels venecians, fins al punt que bastants reis de Càndia van esdevenir després Dux de Venècia. Els seus pares el van enviar a estudiar a la universitat de Pàdua, on el 1559 va ser professor d'astronomia, donant uns cursos sobre l'esfera de Sacrobosco amb l'objectiu de senyalar-ne els errors. Aquestes opinions sobre Sacrobosco van ser el motiu d'una activa correspondència amb Clavius que no estava del tot d'acord amb els seus punts de vista.
A la mort del seu pare va heretar un bona fortuna en diners i en possessions a Creta, que li va permetre viure de rendes la resta de la seva vida. Es va establir a Venècia, fent viatges esporàdics a l'illa per supervisar els seus negocis.
El 1560 publica a Pàdua la traducció llatina del Comentari de Procle al primer llibre dels Elements d'Euclides, segurament basada en fonts més fiables que la primera edició en grec feta a Basilea el 1533. Creta havia estat refugi de molts grecs que van fugir en caure Constantinoble en mans dels turcs al segle xv i que van portar amb ells manuscrites i idees.
Barozzi va participar activament en l'esforç renaixentista per la recuperació dels texts clàssics i el seu estudi crític. Així, va editar i/o traduir al llatí texts de Pappos, Heró, Arquimedes i altres.
Degut al seu interès per la màgia i altres qüestions esotèriques, va tenir problemes amb la Santa Inquisició fins que el 1587 va ser condemnat a presó i una forta multa, acusat d'haver provocat una gran tempesta a Creta. No obstant, sembla que no va estar gaire temps a la presó, però després del seu alliberament ja no va escriure res d'important.
A la seva mort, va deixar la seva gegantina col·lecció de manuscrits grecs al seu nebot Iacopo qui, anys després (el 1629) la va vendre a William Herbert, comte de Pembroke i canceller de la Universitat d'Oxford qui la va dipositar a la Biblioteca Bodleiana on encara es poden trobar avui en dia.

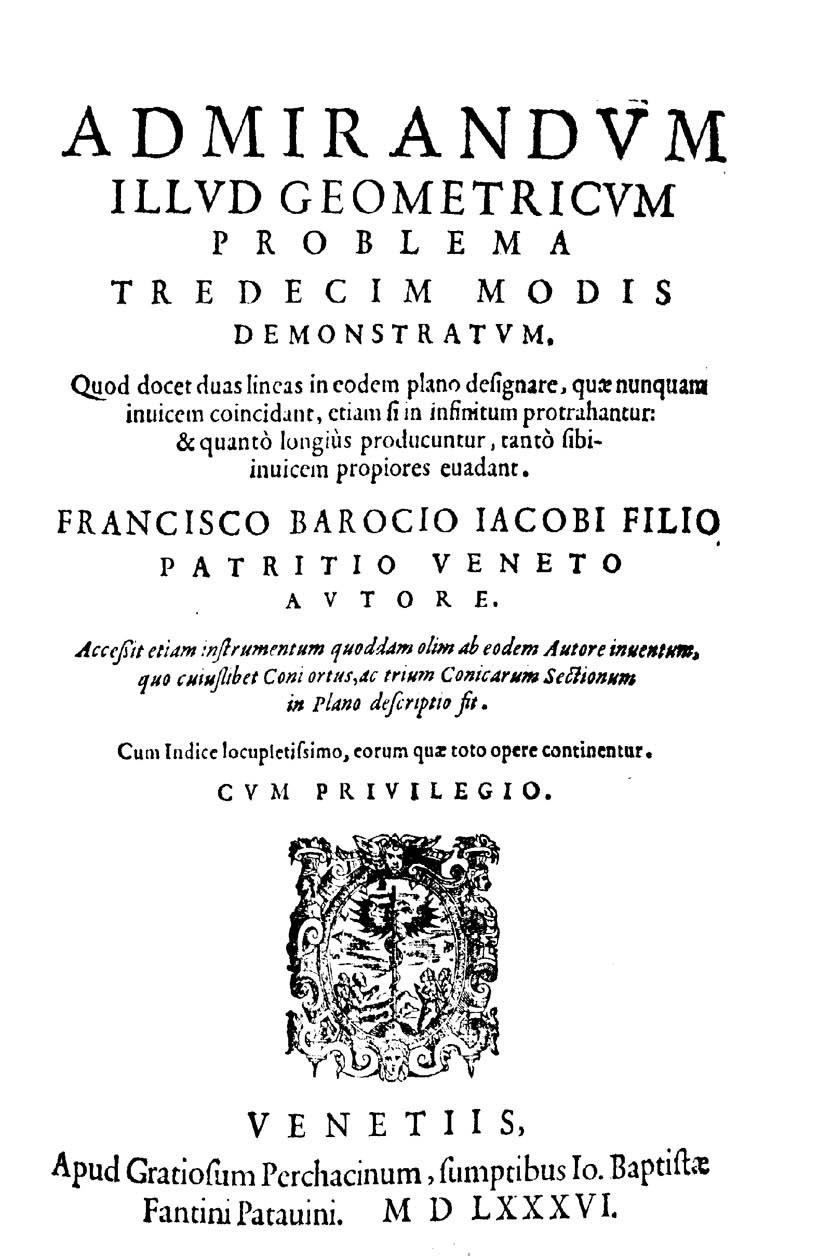
Admirandum illud geometricum problema tredecim modis demonstratum, 1586

## Obra
Al marge de formar part de la gran labor traductora i crítica del Renaixement, Barozzi és recordat per alguns treballs originals, particularment pels seus treballs en filosofia de les matemàtiques. Els seus articles de 1560, Opusculum, in quo oratio, & duas questions: Altera de certitudine & altera de medietate mathematicarum continentur van encetar la polèmica sobre la quaestio de certitudine mathematicarum (el perquè de la certesa de les matemàtiques), en la que van intervenir notables matemàtics de l'època com Alessandro Piccolomini, Benet Perera o Giuseppe Biancani.
La seva Cosmographia (1585 i reeditada el 1598) és un intent de substituir les bases defectuoses de l'astronomia del seu temps per un ensenyament més correcte de l'astronomia. La correspondència creuada amb Clavius sobre aquest tema és gairebé més interessant que el text en si mateix.
Potser el text que més influència va tenir va ser la seva traducció al llatí del Comentari al primer llibre dels Elements d'Euclides de Procle. En aquesta traducció i els seus comentaris es recupera el platonisme matemàtic que s'havia perdut durant d'edat mitjana.
També és interessant el seu manual titulat Rithmomachia, publicat a Venècia el 1572 i en el qual descriu amb detall les bases d'aquest popular joc amb regles procedents de l'antiga filosofia pitagòrica.